# Andreas von Kohl

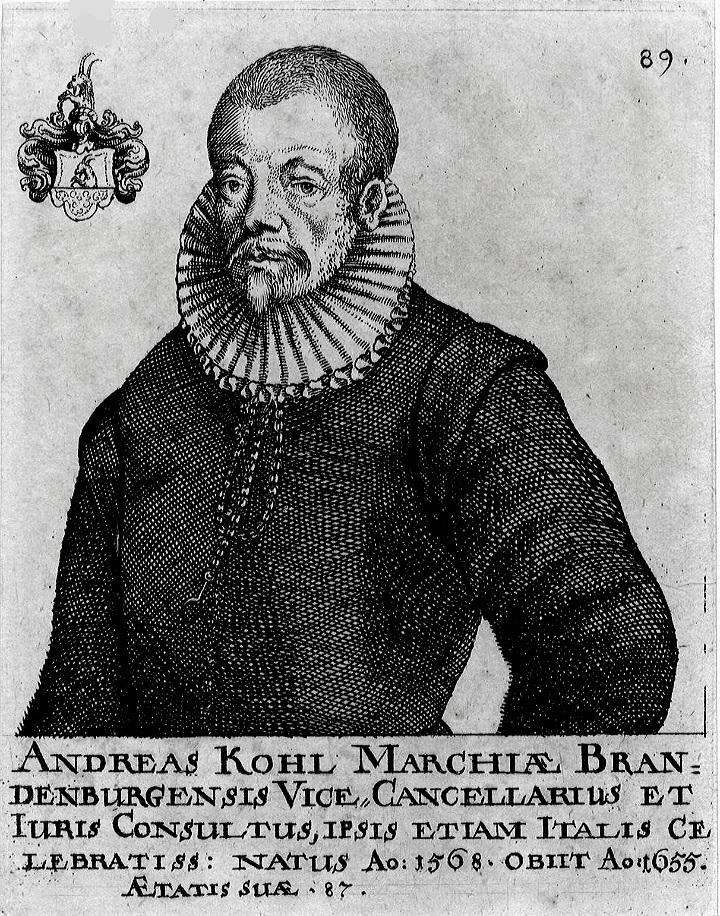
Andreas von Kohl

Andreas (von) Kohl (* 14. November 1568 in Zittau, Markgraftum Oberlausitz, Königreich Böhmen; † 17. Juni 1655 in Berlin, Kurfürstentum Brandenburg) war ein Jurist und Vizekanzler im Kurfürstentum Brandenburg.

## Leben
Andreas stammte aus der Familie von Kohlo, die Ratsherren und Bürgermeister in Guben und Zittau stellten. Der Vater Anton († 1578) war Ratsherr in Zittau, die Mutter Anna († 1580) eine Tochter des Ratskämmerers Andreas Maßke (Mascus).
Andreas von Kohl lebte nach dem Tod der Eltern kurze Zeit bei seinem Onkel Michael Mascus in Braunschweig und immatrikulierte sich 1581 an der Universität Leipzig. 1586 erwarb er dort den Grad eines Baccalaureus. Danach studierte er an Universitäten in Italien Jura.
Seit 1595 war Andreas von Kohl am Reichskammergericht in Speyer tätig und vertrat dort verschiedene Auftraggeber in juristischen Angelegenheiten, vor allem das Kurfürstentum Brandenburg. Danach unterstützte er seinen Cousin Mascus im Erzstift Magdeburg als Jurist.
Seit 1601 war Andreas von Kohl Kanzler des Grafen Stephan Heinrich von Eberstein in Greiffenberg in Pommern.

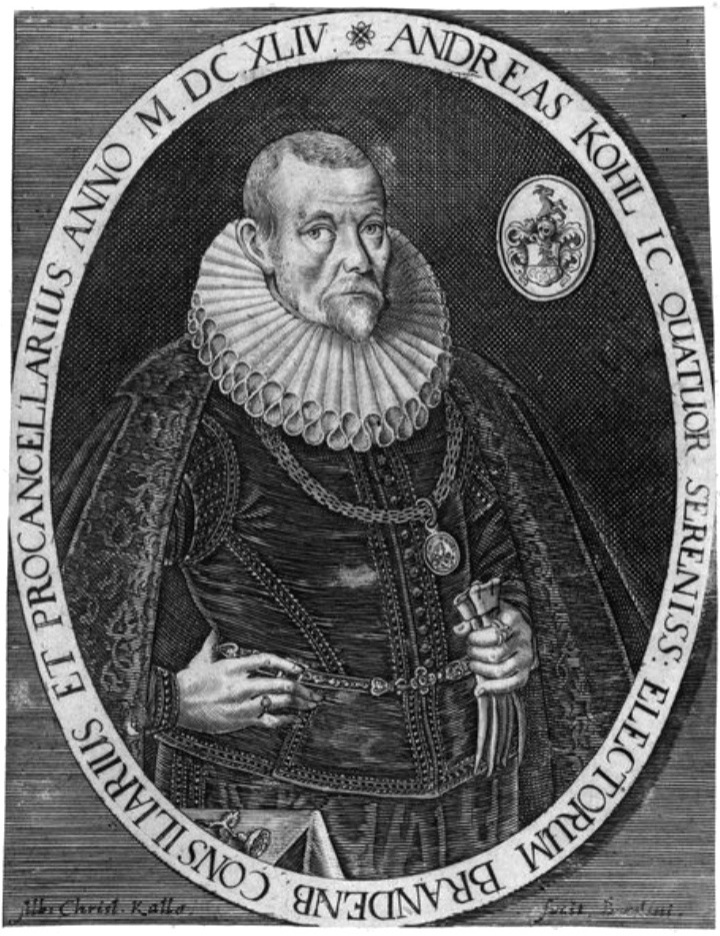
Andreas Kohl, Kupferstich von Albrecht Christian Kalle

1605 wurde er kurfürstlicher Rat in Brandenburg und war als Hof- und Kammergerichtsrat und in diplomatischen Angelegenheiten tätig. 1618 wurde er zum Konsistorialrat berufen. Seit 1630 war Andreas von Kohl Vizekanzler im Kurfürstentum Brandenburg, als ältester Rat. 1642 verfasste er einen Entwurf für eine neue Kammergerichtsordnung. Bereits 1638 hatte er mit dem Geheimen Rat Erasmus Seidel an der Jülich-Klevischen Erbfolge gearbeitet. Auf eine Resolution des Großen Kurfürsten von 1646 hin arbeitete er eine Schrift aus, die die Erbansprüche Kurbrandenburgs darlegten.
1650 erlitt Andreas Kohl einen Schlaganfall und konnte seine Ämter nicht mehr ausüben. 1655 starb er und wurde auf dem Friedhof der St.-Nikolai-Kirche in Berlin bestattet. Der bekannte Liederdichter Paul Gerhardt verfasste ein Trauergedicht auf ihn.

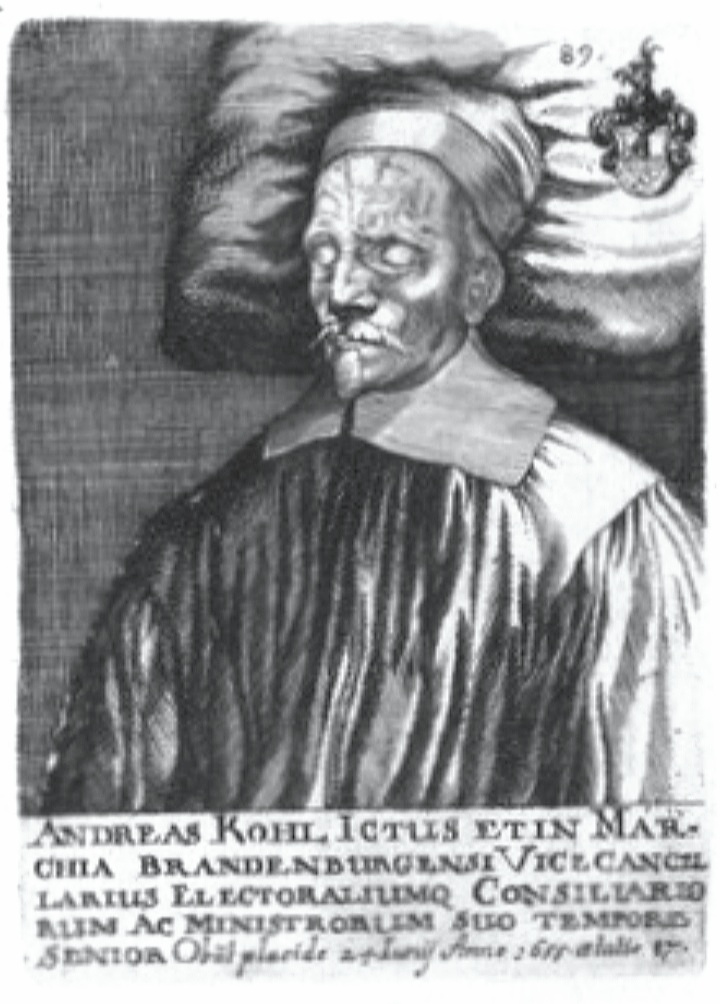
Porträt des Andreas Kohl auf dem Totenbett, 1655

Andreas Kohl war mit Maria, einer Tochter des Stendaler Bürgermeisters Bartholomäus Schönebeck und Schwester des kurfürstlich-brandenburgischen Hofarchivars Christoph Schönbeck und des Stendaler Ratsherrn Bürgermeisters, Verwaltungsjurists und Kämmerers Benedikt Schönebeck verheiratet. Die beiden hatten mehrere Kinder. Schwiegersöhne waren der Kammergerichtsrat Andreas Koch, der Konsistorialpräsident Joachim Chemnitz und der Kammergerichtsrat Martin Friedrich Seidel. Dieser veröffentlichte ein Kupferstichporträt von ihm.
Andreas von Kohl war seit 1654 Besitzer von Gut Wartenberg bei Berlin.
Er veröffentlichte mehrere juristische Schriften in lateinischer Sprache.
Wie für seinen Onkel Michael Mascus wurde auch für Andreas von Kohl noch lange nach seinem Tod jährlich eine Gedächtnisrede am Zittauer Gymnasium gehalten.